# Panulirus echinatus
Panulirus echinatus is een tienpotigensoort uit de familie van de Palinuridae. De wetenschappelijke naam van de soort is voor het eerst geldig gepubliceerd in 1869 door Smith.